# باکتری‌خوار
باکتری‌خوار (به انگلیسی: Bacterivore) جانداری است که انرژی و مواد مغذی را عمدتاً یا به‌طور کامل از مصرف باکتری‌ها به دست می‌آورد. این اصطلاح بیشتر برای توصیف جانداران زنده آزاد، دگرپرورد، میکروسکوپی مانند نماتدها و همچنین بسیاری از گونه‌های آمیب و بسیاری از انواع دیگر تک‌یاخته‌ها استفاده می‌شود، اما برخی از بی‌مهرگان ماکروسکوپی نیز باکتری‌خوار هستند، از جمله اسفنج‌ها، پرتاران و نرم‌تنان خاص و بندپایان. بسیاری از جانداران باکتری‌خوار برای شکار عمومی از هر گونه باکتری سازگار شده‌اند، اما همه باکتری‌ها به راحتی هضم نمی‌شوند. هاگ برخی از گونه‌ها، مانند کلستریدیوم پرفرنژنس، به دلیل ویژگی‌های سلولی خود هرگز طعمه نخواهند شد.